# Epimartyria auricrinella
Epimartyria auricrinella är en fjärilsart som beskrevs av Walsingham 1898. Epimartyria auricrinella ingår i släktet Epimartyria och familjen käkmalar. Inga underarter finns listade i Catalogue of Life.

## Bildgalleri

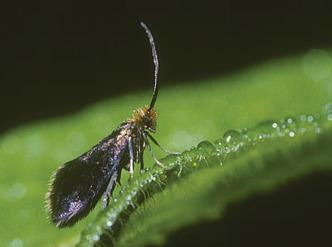
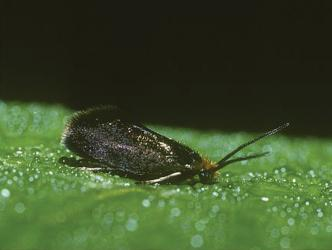
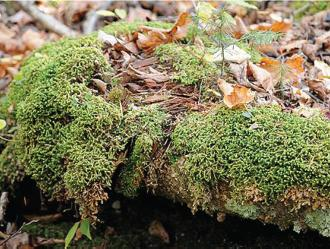